# Brasil Open 1990
Il Brasil Open 1990 è stato un torneo di tennis giocato sulla terra rossa. È stata l'8ª edizione del torneo, che fa parte della categoria Tier V nell'ambito del WTA Tour 1990. Si è giocato a San Paolo in Brasile dal 26 novembre al 2 dicembre 1990.

## Campionesse

### Singolare
Veronika Martinek ha battuto in finale  Donna Faber con il punteggio di 6–2, 6–4

### Doppio
Bettina Fulco-Villella /  Eva Švíglerová hanno battuto in finale  Mary Pierce /  Luanne Spadea con il punteggio di 7–5, 6–4